# (S)-sulfolaktat dehidrogenaza
-sulfolaktat dehidrogenaza (EC 1.1.1.310, (2S)-3-sulfolaktatna dehidrogenaza, SlcC) je enzim sa sistematskim imenom (2S)-sulfolaktat:NAD+ oksidoreduktaza. Ovaj enzim katalizuje sledeću hemijsku reakciju
(2)-3-sulfolaktat + NAD+ {\displaystyle \rightleftharpoons } 3-sulfopiruvat + NADH + H+
Ovaj enzim, izolovan iz bakterije Chromohalobacter salexigens DSM 3043, deluje samo na (S)-enantiomer 3-sulfolaktata. U kombinaciji sa EC 1.1.1.272, (R)-2-hidroksikiselinska dehidrogenaza, on formira racemazni sistem koji konvertuje (2S)-3-sulfolaktat do (2R)-3-sulfolaktata, koji se dalje razgrađuje dejstvom EC 4.4.1.24, (2R)-sulfolaktat sulfo-lijaze.
-sulfolaktat dehidrogenaza je specifična za NAD+.

## Literatura
- Nicholas C. Price; Lewis Stevens (1999). Fundamentals of Enzymology: The Cell and Molecular Biology of Catalytic Proteins (Third изд.). USA: Oxford University Press. ISBN 019850229X.
- Eric J. Toone (2006). Advances in Enzymology and Related Areas of Molecular Biology, Protein Evolution (Volume 75 изд.). Wiley-Interscience. ISBN 0471205036.
- Branden C; Tooze J. Introduction to Protein Structure. New York, NY: Garland Publishing. ISBN 0-8153-2305-0.
- Irwin H. Segel. Enzyme Kinetics: Behavior and Analysis of Rapid Equilibrium and Steady-State Enzyme Systems (Book 44 изд.). Wiley Classics Library. ISBN 0471303097.
- William P. Jencks (1987). Catalysis in Chemistry and Enzymology. Dover Publications. ISBN 0486654605.

## Spoljašnje veze
- (S)-sulfolactate+dehydrogenase на 